# Ceclavín
Ceclavín è un comune spagnolo di 2 139 abitanti situato nella comunità autonoma dell'Estremadura.